# 二線一星
二線一星。為中華民國警察職務階级之一，初階警察幹部，佩階二線一星，官等列「警佐一階」，同一般公務員委任第五職等，相當於軍職中尉階級。上级為二線二星（第八序列），下級為一線四星。  

二線一星（第九序列）職務階級識別章

## 概要
經公務人員特種考試（一般）警察人員考試三等考試及格，且經中央警察大學畢業或訓練合格，並依志願、員額等因素分發各地警察機關。

## 主要職稱
- 警政署本部
  - 警政署所屬機關
    - 巡官、分隊長
- 刑事警察單位
  - 巡官、分隊長、偵查員
- 地方警察局本部
  - 地方警察局所屬機關、警察分局所屬機關
    - 巡官、分隊長、警務員
    - 大規模派出所、各規模分駐所　－　巡官副所長
    - 中規模派出所、中（小）規模分駐所　－　巡官所長

- 中央警察大學、臺灣警察專科學校
  - 區隊長

## 相等職級

中華民國內政部消防署：分隊長、副中隊長、課員、科員、技佐

中華民國海洋委員會海巡署：隊員、小隊長、科員

中華民國海洋委員會海巡署：隊員、小隊長、科員

中華民國法務部矯正署：科員兼股長、科員

- 內政部消防署 二線一星「警佐一階」

- 海洋委員會海巡署艦隊分署「警佐一階」

- 法務部矯正署 二線一星「委任第五職等」

- 警部補（日本警察）

## 有名之虛構人物
- 臺灣電視劇《波麗士大人》：潘士淵
- 臺灣電視劇《警花緣》：成莉鳳
- 臺灣電視劇《警花緣》：羅國安
- 臺灣電視劇《親戚不計較》：王保富
- 臺灣電影《過河小卒》：李組長